# Hrustalne
Hrustalne (în ucraineană Хрустальне) este o așezare de tip urban din orașul regional Krasnîi Luci, regiunea Luhansk, Ucraina. În afara localității principale, nu cuprinde și alte sate.

## Demografie
Componența lingvistică a așezării de tip urban Hrustalne
     Rusă (81,13%)
     Ucraineană (18,87%)
Conform recensământului din 2001, majoritatea populației așezării de tip urban Hrustalne era vorbitoare de rusă (81,13%), existând în minoritate și vorbitori de ucraineană (18,87%).